# María Isabel Perelló Doménech
María Isabel Perelló Doménech (Sabadell, Barcelona, 18 de marzo de 1958) es una jueza española que se desempeña como presidenta del Tribunal Supremo y del Consejo General del Poder Judicial desde 2024, siendo la primera mujer en presidir la cúpula del poder judicial de España. Descrita como una magistrada progresista, Perelló es magistrada del Tribunal Supremo desde el año 2009.

## Biografía
Nacida en Sabadell (Barcelona) el 18 de marzo de 1958,se crio en La Coruña, donde sus padres se trasladaron cuando era una niña. Estudió en la Compañía de María de La Coruña y se licenció en Derecho por la Universidad de Santiago de Compostela. En 1981, obtuvo una diplomatura en Criminología por la Universidad Complutense de Madrid y, un año después, entró en el colegio Mayor de postgrado César Carlos, para preparar la oposición a Judicatura.
Ingresó en la Carrera Judicial en 1985 y su primer destino fueron los juzgados de Carballo. Posteriormente, fue destinada en el Juzgado de Primera Instancia e Instrucción de Mahón (Menorca), en la Audiencia Provincial de Barcelona y en el Tribunal Superior de Justicia de Cataluña.
Magistrada especialista de lo contencioso-administrativo, sirvió en la Sala de lo Contencioso-Administrativo del Tribunal Superior de Justicia de Andalucía (1991-1992) y en la de la Audiencia Nacional (1993-1994). En 1994 pasó a servir en el Tribunal Constitucional como letrada, cargo que desempeñó hasta 2001, regresando a su puesto en la Audiencia Nacional.
En 2009 ascendió a la categoría de magistrada del Tribunal Supremo, siendo destinada en la Sala de lo Contencioso-Administrativo. En este cargo, se ha especializado en el control económico, supervisando la actividad de organismos reguladores como la Comisión Nacional de los Mercados y la Competencia o del Banco de España.
En 2022 fue candidata a magistrada del Tribunal Constitucional. En 2024, fue elegida como presidenta del Tribunal Supremo y del Consejo General del Poder Judicial, siendo la primera mujer en dicha posición. Fue presentada como una candidata de consenso, obteniendo el apoyo de 16 de los 20 vocales del Consejo. Tras ser nombrada por el rey, al día siguiente prometió el cargo ante este y tomó posesión del mismo ante el Pleno del Tribunal Supremo.
Forma parte de la asociación Juezas y Jueces para la Democracia.